# Sciara karnyi
Sciara karnyi är en tvåvingeart som beskrevs av Edwards 1927. Sciara karnyi ingår i släktet Sciara och familjen sorgmyggor. Inga underarter finns listade i Catalogue of Life.